# Pilvinge

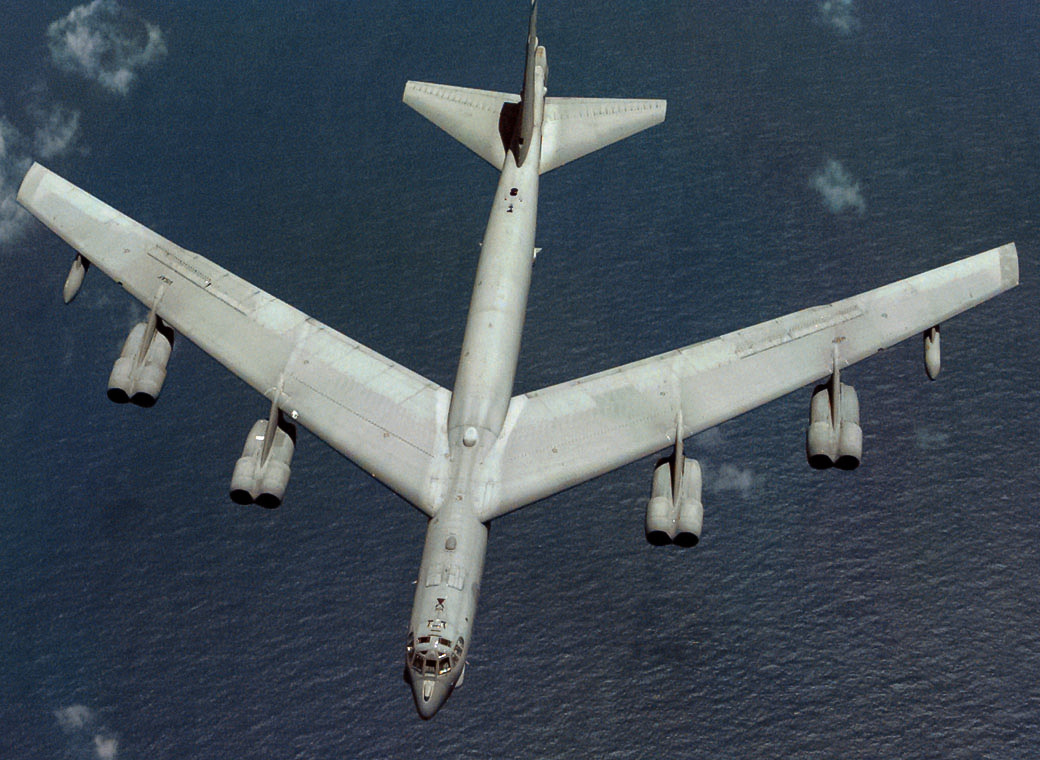
En Boeing B-52 Stratofortress med pilvinge.

Pilvinge är en teknisk lösning där vingarna på ett flygplan är vinklade bakåt i förhållande till flygplanskroppen.
Med denna konstruktion undviks en rad problem som annars uppstår vid hastigheter nära ljudets hastighet och däröver. De första prototyperna av flygplan med pilvinge konstruerades i Tyskland under andra världskriget. Användandet av pilvinge blev vanlig i och med första generationen av jetdrivna jaktflygplan men har med tiden kommit att användas även på flygplan med andra ändamål. I låga farter är oftast pilvinge till nackdel.